# Clarias batu
Clarias batu är en fiskart som beskrevs av Lim och Ng, 1999. Clarias batu ingår i släktet Clarias och familjen Clariidae. Inga underarter finns listade i Catalogue of Life.